# Anorexia-hulphond
Een anorexia-hulphond of anorexia-assistentiehond, is een hulphond die is getraind om mensen met de eetstoornis anorexia nervosa te begeleiden. Een anorexia-hulphond dient onderscheiden te worden van een emotionele supporthond die vooral gezelschap en steun biedt. 
Het concept anorexia-hulphond is in Nederland in de jaren 2009-2010 ontwikkeld door Anjana Gort, die zelf leed aan de stoornis. De hond kan waarschuwen bij veelvoorkomende complicaties als gevolg van anorexia nervosa, bijvoorbeeld wanneer de bloedsuikerspiegel te laag is, of wanneer de persoon dreigt flauw te vallen. De hulphond heeft dus naast een begeleidende en steunende ook een detecterende of alarmerende functie.
In de Engelse taal kent men sinds 2013 het begrip service dog for treatment of eating disorders voor deze toepassing van de hulphond.

## Opleiding
De anorexia-hulphond heeft verschillende benamingen in Nederland, afhankelijk van wat zij aan taken leren. Meerdere trainers leiden honden op. Er is geen eenduidige opleidingsstijl. Een aantal opleiders werken volgens de methode die door Anjana Gort werd gepubliceerd. Daarbij krijgt de hond ook alarmerende taken. Er is verschil in begeleiding. Bij sommige hulphondenscholen lijkt de hulp van de hond zelf centraal te staan, terwijl bij andere opleidingen veel aandacht voor begeleiding van de hulpvrager is. Soms wordt de begeleiding gegeven door ervaringsdeskundigen. De combinatie van alarmerende en ondersteunende hulphonden en begeleiding door ervaringsdeskundigen is typisch Nederlands.
Een hond die wordt opgeleid tot anorexia-hulphond volgens het in Nederland veel toegepaste model ontvangt een training die zo'n twee jaar duurt.

## Onderzoek en bekostiging
Een onderzoek van studenten van Hogeschool Utrecht in 2016 was een eerste stap naar theoretische onderbouwing van de waarde van dit type hulphond voor meerdere cliëntencategorieën. Omdat de effectiviteit van deze vorm van begeleiding en de indicatie ervoor anno 2020 wetenschappelijk nog onvoldoende vaststaat wordt de opleiding van de hond niet vergoed. Meer onderzoek is daarvoor noodzakelijk.

## Toegankelijkheid
Omdat de anorexia-hulphond zoals die in Nederland bestaat een specifieke training ontvangt en ook een alarmerende functie heeft, valt hij onder de assistentiehonden. Daarmee zouden de honden toegang moeten krijgen tot de publieke ruimte, ook als honden daar normaliter geen toegang hebben. Vanaf 2013 zijn steeds meer ziekenhuizen en klinieken toegankelijk voor de anorexia-hulphond. Supermarkten waren al eerder tot toegang verlenen bereid. De wetgeving voor assistentiehonden die in 2016 van kracht werd, bracht nog meer ontwikkelingen. Vanaf toen mochten assistentiehonden niet meer geweigerd worden.

## Waardering
Zorgverzekeraar IZZ benoemde Anjana Gort in het najaar van 2012 tot 'Mooi Mens' voor de IZZ Mooi Mens Verkiezing 2012. Reden van de huldiging was haar pionierende werk onder ernstig zieke kinderen en tieners met anorexia waarbij zij voor het eerst hulphonden inzette.